# Albert R. Broccoli

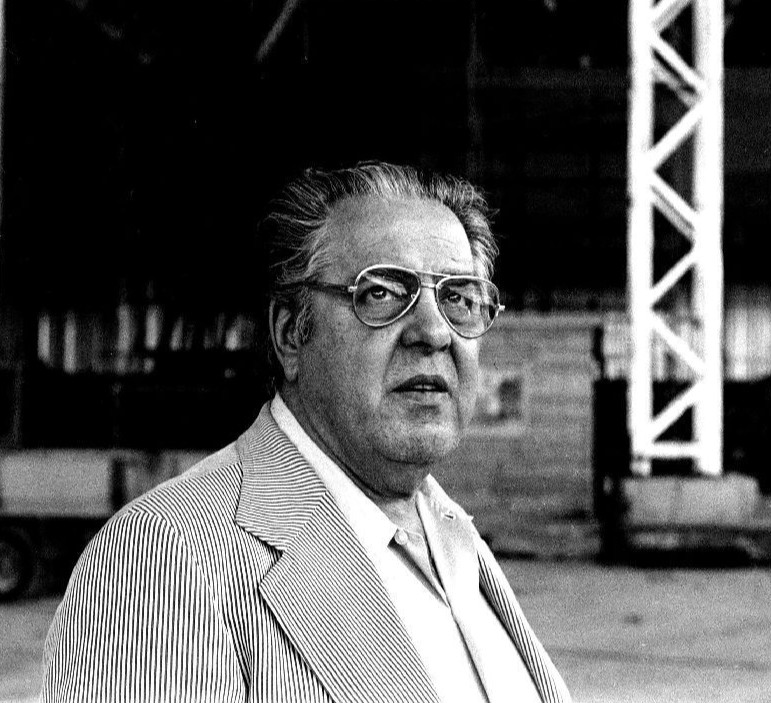
Albert „Cubby“ Broccoli, 1976

Albert Romolo Broccoli (* 5. April 1909 in New York City; † 27. Juni 1996 in Beverly Hills), auch bekannt unter dem Spitznamen Cubby Broccoli, war ein US-amerikanischer Filmproduzent. Als Mitinhaber der Filmproduktionsgesellschaft Eon Productions Ltd. und der Danjaq, LLC rief Broccoli zusammen mit Harry Saltzman 1962 die James-Bond-Filmreihe ins Leben und prägte sie bis zu seinem Tod. Nach Saltzmans Rückzug war Broccoli ab 1975 alleiniger Produzent von vier Filmen, bevor er ab 1985 zusammen mit seinem Stiefsohn Michael G. Wilson noch an drei Filmen arbeitete.

## Leben
Albert Broccoli war Italoamerikaner, Nachfahre italienischer Einwanderer aus Kalabrien. Über die Herkunft seines Nachnamens gibt es widersprüchliche Informationen. Einer biographischen Anekdote zufolge soll einer von Broccolis Vorfahren Gemüsehändler gewesen sein und deshalb die Familie nach dem Spargelkohl benannt haben.
Broccolis Karriere in der Filmbranche nahm ihren Anfang, als er etwa 1940 einen Job bei den Dreharbeiten zu Howard Hughes’ The Outlaw (dt.: Geächtet) bekam. Anschließend heuerte er als Produktionsassistent bei Twentieth Century Fox an; ein Engagement, das durch die Militärzeit abgebrochen wurde. 
Nach dem Zweiten Weltkrieg ging Broccoli nach London, wo er zusammen mit Irving Allen die Produktionsfirma Warwick Pictures gründete. Als erstes gemeinsames Projekt kam der Kriegsfilm The Red Beret mit Alan Ladd 1953 in die Kinos. Hier kam es auch zur ersten Zusammenarbeit mit dem Regisseur Terence Young (1915–1994) und dem Autor Richard Maibaum (1909–1991), die später zu langjährigen Weggefährten bei der Arbeit an den James-Bond-Filmen wurden. Trotz anfänglicher Erfolge kam 1960 das Aus für Warwick Pictures, auch ein erster Versuch, die Bond-Rechte zu ergattern, war 1958 an der damaligen finanziellen Forderung des Agenten von Ian Fleming, Fenn, gescheitert.
Erst die Kooperation mit Harry Saltzman, der 1961 die Lizenzen für die James-Bond-Filme erworben hatte und einen finanzkräftigen Partner suchte, brachte den historischen Durchbruch. Die gemeinsame Filmfirma Eon Productions Ltd. produzierte die erfolgreichste Kinoserie der Welt. Mit dem Filmunternehmen United Artists wurde 1961 ein Vertrag über die Produktion von sechs Kinofilmen basierend auf Ian Flemings Romanen vertraglich fixiert. Vor heikleren Projekten scheuten sich Broccoli und Saltzman: So brachen sie die Produktion von Tony Richardsons Nijinsky über das Ehe- und Liebesleben des bisexuellen Tänzers Vaslav Nijinsky ab (der Film wurde 1980 von Saltzman alleine realisiert). Während Saltzman auch zahlreiche andere Filme produzierte, konzentrierte sich Broccoli zwischen 1962 und 1995 fast ausschließlich auf die Betreuung der James-Bond-Reihe.
Nachdem Saltzman 1975 ausgestiegen war, machte Broccoli seine Firma gewissermaßen zu einem Familienunternehmen, an dem aber seitdem auch United Artists als Käufer von Saltzmans Anteil beteiligt war. Er holte zunächst seinen Stiefsohn Michael G. Wilson (* 1942) und später auch seine Tochter Barbara Broccoli (* 1960) mit ins Boot. Beide führten sein Erbe bis zum Jahr 2025 weiter, als sie die kreative Kontrolle über das James-Bond-Franchise an die Amazon MGM Studios abgaben.
Albert R. Broccoli starb 1996 an den Folgen einer Herzerkrankung. Er war dreimal verheiratet: von 1940 bis zur Scheidung 1945 mit der Schauspielerin Gloria Blondell, von 1951 bis zu ihrem Tod 1958 mit Nedra Clark und von 1959 bis zu seinem Tod mit der Schauspielerin Dana Natol Broccoli (1922–2004). Dana Broccoli war dafür bekannt, eine wichtige Ratschlaggeberin für ihren Mann bei den James-Bond-Filmen gewesen zu sein. Aus der Ehe mit Volz kamen seine Tochter Tina und der Sohn Tony, aus der Ehe mit Dana Broccoli war er der Vater von Tochter Barbara und den Stiefsohn Michael.

## Filmografie (Auswahl)
- 1954: Kennwort: Berlin-Tempelhof (A Prize of Gold)
- 1956: Gamma People[4]
- 1957: Spiel mit dem Feuer (Fire Down Below)
- 1960: Der Mann mit der grünen Nelke (The Trials of Oscar Wilde)
- 1962: James Bond – 007 jagt Dr. No (Dr. No)
- 1963: James Bond 007 – Liebesgrüße aus Moskau (From Russia with Love)
- 1964: James Bond 007 – Goldfinger
- 1965: James Bond 007 – Feuerball (Thunderball, Executive Producer)
- 1967: James Bond 007 – Man lebt nur zweimal (You Only Live Twice)
- 1968: Tschitti Tschitti Bäng Bäng (Chitty Chitty Bang Bang)
- 1969: James Bond 007 – Im Geheimdienst Ihrer Majestät (On her Majesty’s Secret Service)
- 1971: James Bond 007 – Diamantenfieber (Diamonds Are Forever)
- 1973: James Bond 007 – Leben und sterben lassen (Live and Let Die)
- 1974: James Bond 007 – Der Mann mit dem goldenen Colt (The Man with the Golden Gun)
- 1977: James Bond 007 – Der Spion, der mich liebte (The Spy Who Loved Me)
- 1979: James Bond 007 – Moonraker – Streng geheim (Moonraker)
- 1981: James Bond 007 – In tödlicher Mission (For Your Eyes Only)
- 1983: James Bond 007 – Octopussy
- 1985: James Bond 007 – Im Angesicht des Todes (A View to a Kill)
- 1987: James Bond 007 – Der Hauch des Todes (The Living Daylights)
- 1989: James Bond 007 – Lizenz zum Töten (Licence to Kill)